# Jamesonia laxa
Jamesonia laxa är en kantbräkenväxtart som beskrevs av Kze och Oskar Kuhn. Jamesonia laxa ingår i släktet Jamesonia och familjen Pteridaceae. Inga underarter finns listade.